# Glaphyromyrmex
Genre
Glaphyromyrmex est un genre fossile de fourmis de la tribu des Formicini (sous-famille des Formicinae).

## Classification
Le genre Glaphyromyrmex est créé en 1915 par l'entomologiste américain William Morton Wheeler (1865-1937) ainsi que la seule espèce Glaphyromyrmex oligocenicus,.

### Fossiles
Selon Paleobiology Database en 2023, le nombre de collections de fossiles référencées est de deux :
- Rupélien de l'Oligocène inférieur, une collection d'Allemagne, de Kleinkembs, en région du Bade-Wurtemberg, décrite en 1937 par le paléontologue français Nicolas Théobald (1903-1981)[3] ;
- Priabonien de l'Éocène supérieur, une seule collections de Russie, de Kaliningrad[2].

### Sous-famille et tribu
Ce genre est classé dans la famille des Formicidae en 1992 par Frank Morton Carpenter (d),.
Puis ce genre est reclassé dans la tribu des Lasiini en 2012 par le myrmécologue anglais Barry Bolton (1938-), suivi en 2016 par Philip S. Ward (d) et al.,.
Barry Bolton en 2003 puis Brendon E. Boudinot (d) et al. en 2022, reclassent à nouveau ce genre dans la tribu des Formicini comme l'avait défini William Morton Wheeler en 1915.

## Espèces fossiles
Selon Paleobiology Database en 2023, une seule espèce fossile est référencée du même auteur que le genre.
- †Glaphyromyrmex oligocenicus Wheeler, 1915

## Description

### Affinités
« L'espèce G. oligocenicus a été décrite de l'ambre de la Baltique. Le g. Glaphyromyrmex est voisin du g. Formica. ».

## Galerie

### Galerie du genre Formica
- Quelques images de l'espèce vivante Formica rufa.
- Formica rufa, ouvrière
- Formica rufa, ouvrière
- Formica rufa, ouvrière
- Formica rufa fourmilière
- Ouvrières dans leur fourmilière
- Ouvrière, sur mûrier
- Ouvrières, sur mûrier
- Ouvrières transportant un ver
- Dôme construit contre un tronc d'arbre

### Publication originale
- [1915] (en) William Morton Wheeler, « The Ants of the Baltic Amber », Schriften der Physikalisch-ökonomischen Gesellschaft zu Königsberg, vol. 55,‎ 1915, p. 1-142 (lire en ligne).